# Création de la serpentine
Création de la serpentine és una pel·lícula muda francesa en blanc i negre escrita i dirigida per Segundo de Chomón i estrenada el 1908.
La "serpentina" fa referència a la "dansa serpentina", una coreografia inventada per Loïe Fuller i que s'imita en aquesta pel·lícula.

## Sinopsi
Un violinista entra a una habitació, i quan comença a tocar tothom comença a ballar. Després apareix el dimoni i poseriorment es transforma en Loïe Fuller qui realitza la dansa serpentina.
- Création de la Serpentine